# Hugo Strötbaum
Hugo Strötbaum (* 15. April 1946 in Gouda) ist ein niederländischer emeritierter Professor für türkische Sprache an der Radboud-Universität Nijmegen und Diskografie-Autor insbesondere zur Geschichte der Schellackplatten und deren Produzenten. Zu seinen besonderen Forschungsgebieten zählt die Geschichte des Schallplatten- und Grammophonherstellers Favorite-Record und dessen musikalische Aufnahmen aus dem Orient (siehe unter Schriften).

## Schriften (Auswahl)
- Seventy-eight revolution per minute in the Levant. Discography of Favorite's oriental recordings (englisch), 4. edition, rev. and enlarged, Utrecht: Strötbaum, 1993 (holländisch)
- Favorite: 1904-1914. Oftewel het relaas van de ongrijpbare q-serie. In: De Weergever, 17e jaargang No. 6 – november-december 1995, pp. 243–265 (holländisch)
- De Geschiedenis van Favorite: 1904-1914, deel 2. Deopbouw van het katalogusnummer (=facenumber); achtergrondinformatie over de firma 'Favorite'. In: De Weergever, 18e jaargang No. 1 – januari-februari 1996, pp. 2–22 (holländisch)
- De Geschiedenis van Favorite: 1904-1914, deel 3 (slot). Voorlopig overzicht van de opnamesessies van Favorite, 1904-1914. In: De Weergever, 18e jaargang No. 2 – maart-april 1996, pp. 51–71
- Favorite revisited. An update (englisch), Schrift zum 9. Discografentag unter dem Obertitel Die Lindström-Story, Utrecht, Mai 2008; herunterladbar als PDF-Dokument von der Seite recordingpioneers.com